# Championnat de Finlande de football 1935
Navigation
Saison précédente Saison suivante
La saison 1935 du Championnat de Finlande de football était la 6e édition du championnat de première division en Finlande. Les 8 meilleurs clubs du pays sont regroupés au sein d'un poule unique où chaque formation rencontre tous ses adversaires deux fois. Les deux derniers du classement en fin de saison sont relégués et remplacés par les deux meilleurs clubs de deuxième division.
C'est le HPS Helsinki qui remporte la compétition. C'est le 3e titre de champion de Finlande de l'histoire du club. 

## Les 8 clubs participants
- HIFK
- VPS Vaasa - Promu de D2
- Sudet Viipuri
- Åbo IFK
- HJK Helsinki
- HPS Helsinki
- HT Helsinki
- VIFK Vaasa - Promu de D2

## Compétition

### Classement
Le barème de points servant à établir le classement se décompose ainsi :
- Victoire : 2 points
- Match nul : 1 point
- Défaite : 0 point

| Rang | Équipe         | Pts | J  | G  | N | P  | Bp | Bc | Diff |
| ---- | -------------- | --- | -- | -- | - | -- | -- | -- | ---- |
| 1    | HPS Helsinki T | 22  | 14 | 11 | 0 | 3  | 38 | 15 | +23  |
| 2    | HIFK           | 17  | 14 | 8  | 1 | 5  | 41 | 28 | +13  |
| 3    | HT Helsinki    | 15  | 14 | 7  | 1 | 6  | 28 | 26 | +2   |
| 4    | HJK Helsinki   | 14  | 14 | 6  | 2 | 6  | 32 | 26 | +6   |
| 5    | VPS Vaasa P    | 14  | 14 | 6  | 2 | 6  | 27 | 27 | 0    |
| 6    | Sudet Viipuri  | 14  | 14 | 7  | 0 | 7  | 31 | 34 | -3   |
| 7    | VIFK Vaasa P   | 9   | 14 | 3  | 3 | 8  | 29 | 37 | -8   |
| 8    | Åbo IFK        | 7   | 14 | 3  | 1 | 10 | 12 | 45 | -33  |

|  | Champion de Finlande 1935           |
|  | Relégation en deuxième division     |
|  | T : Tenant du titre P : Promu de D2 |

## Bilan de la saison
| Championnat de Finlande de football 1935 |                         |
| Champion                                 | HPS Helsinki (3e titre) |
| Promotions et relégations                |                         |
| Promus en Mestaruussarja                 | Drott Pietarsaari       |
| Promus en Mestaruussarja                 | TPS Turku               |
| Relégués en Ykkönen                      | VIFK Vaasa              |
| Relégués en Ykkönen                      | Åbo IFK                 |